# Multicine
A Multicine Cinemas, conhecida também como apenas Multicine, é uma empresa privada brasileira, que atua no ramo da exibição cinematográfica, com sede em Goiânia. Está presente em quatorze cidades localizadas em oito Unidades da Federação das regiões Centro-Oeste, Nordeste e Sul. Seu parque exibidor é composto atualmente por quatorze complexos de cinema, perfazendo 58 salas, média de 4,15 salas por complexo, sendo que suas 8 171 poltronas perfazem uma média de 151,31 assentos por sala.

## História
A empresa iniciou as atividades em 2004, com a inauguração de um pequeno complexo de duas salas no Shopping Sul da cidade de Valparaíso de Goiás.  Foi fundada pelo empreendedor goiano Geandes Formiga e sua esposa, Marlene Soares, que continuam a dirigi-la. Anteriormente, chegou a operar algumas cinemas de rua, como o Roxy de Anápolis e o Cine Regente, da cidade de Rio Verde, ambos fechados em 2008. Entretanto, a empresa considera como marco inicial da rede a abertura do complexo de Valparaíso, quando passou a operar complexos padronizados, leiautes estruturados por arquitetos renomados e uma melhor tecnologia de som e imagem.

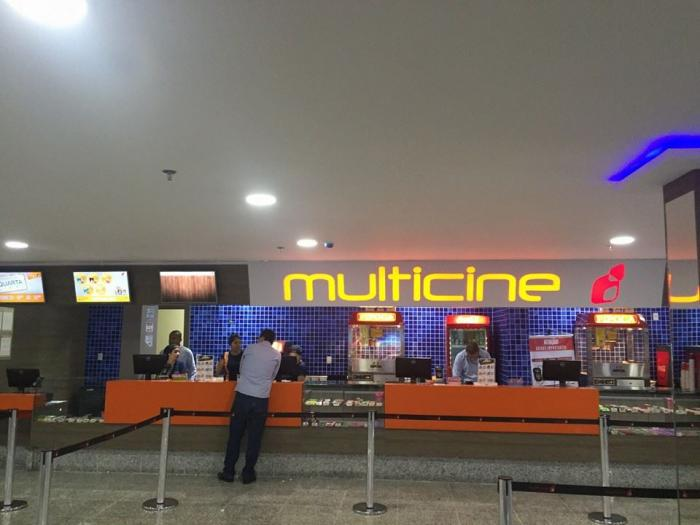
Multicine Santa Maria DF vista da bomboniere

A expansão que a transformou em uma rede ocorreu de forma gradual, com a abertura do complexo no Shopping Rio Verde, em 2007 e do Multicine do Shopping Jataí, da cidade homônima, em dezembro de 2011. Já em novembro de 2010 a empresa abriu seu primeiro complexo fora do Estado de Goiás, ao inaugurar um cinema em Mossoró com 5 salas, o maior da rede até então.
Com relação à sua modernização, a Multicine alcançou em setembro de 2014 o percentual 70,8% de suas salas de cinema digitalizadas, com os antigos projetores de película 35mm sendo substituídas por equipamentos digitais. Em abril de 2015, este percentual se elevou a 100%. Outra adequação realizada é o emprego de terminais de autoatendimento, a partir de junho de 2015, para aquisição de ingressos.
A rede opera seus cinemas exclusivamente em shoppings centers e, considerando o mercado exibidor brasileiro, é um rede de médio porte, tendo ocupado o 19º. lugar no ranking por número de salas (dados de fevereiro de 2020). Em virtude do processo de expansão da empresa, foram abertos novos complexos nas cidades de Floriano, Picos, Sobral e Timon. Logo em setembro de 2018, após a inauguração do segundo complexo de cinemas na cidade de Picos, tornou-se o principal exibidor do interior dos estados do Piauí e Maranhão, sendo que aquela cidade do interior piauiense tonou-se a primeira a dispor de dois complexos de cinema da rede Multicine.
No ano de 2021 a rede iniciou a expansão para a região Sul do país, inaugurando seus complexos nas cidades de: Balneário Camboriú - SC, Pato Branco - PR e São José - SC. Em 2025 está prevista a inauguração em Chapecó - SC.
Atualmente a empresa é dirigida por Geandes Formiga da Silva, Marlene Soares e Gabriel Formiga.

## Público
Abaixo a tabela de público e sua evolução de 2008 até 2018, considerando o somatório de todas as suas salas a cada ano. A variação mencionada se refere à comparação com os números do ano imediatamente anterior. A evolução neste período foi da ordem 1 296,75%, em virtude da constante ampliação da rede.
Os dados foram extraídos do banco de dados Box Office do portal de cinema Filme B, à exceção dos números de 2014 e 2015, provenientes do Data base Brasil Já os dados de 2016 em diante procedem do relatório "Informe Anual Distribuição em Salas Detalhado", do Observatório Brasileiro do Cinema e do Audiovisual (OCA) da ANCINE.
| Ano  | Público total | Ranking no país | Market Share | Variação |
| ---- | ------------- | --------------- | ------------ | -------- |
| 2008 | 91 078        | 49º             | 0,11%        | ano-base |
| 2009 | 165 809       | 44º             | 0,15%        | 82,05%   |
| 2010 | 232 077       | 38º             | 0,17%        | 39,97%   |
| 2011 | 379 113       | 32º             | 0,27%        | 63,36%   |
| 2012 | 647 975       | 28º             | 0,44%        | 70,92%   |
| 2013 | 628 743       | 26º             | 0,42%        | 2,97%    |
| 2014 | 701 341       | 26º             | 0,45%        | 11,55%   |
| 2015 | 1 019 848     | 23º             | 0,60%        | 45,41%   |
| 2016 | 1 246 105     | 23º             | 0,68%        | 22,19%   |
| 2017 | 1 403 429     | 21º             | 0,78%        | 12,63%   |
| 2018 | 1 246 105     | 20º             | 0,79%        | 9,36%    |
| 2019 | 1 289 442     | 19º             | 0,74%        | 1,36%    |